# 特爾馬科格爾山
47°32′27″N 15°24′24″E / 47.54090°N 15.40669°E
特爾馬科格爾山（德語：Töllmarkogel），是奧地利的山峰，位於該國東南部，由施泰爾馬克州負責管轄，屬於米爾茨塔勒阿爾卑斯山脈的一部分，距離特羅塞克山1.8公里，海拔高度1,366米。